# Киржачский районный историко-краеведческий и художественный музей
Киржачский районный историко-краеведческий и художественный музей — учреждение культуры в городе Киржач, Владимирская область. Адрес : г. Киржач, ул. Гагарина, 52.
Филиал музея — мемориал на месте гибели Ю. А. Гагарина и В. С. Серёгина в д. Новосёлово.

## История
Предшественником Киржачского музея считается народный музей, созданный общественностью города в 1923 году. Тот городской музей историко-бытовой направленности разместился в здании бывшего Благовещенского собора, основу его историко-художественной экспозиции составили старинная церковная утварь и иконы из местных церквей.
Современный музей был открыт в 1991 году в одном из классов Дома детского творчества. В 1993 году музею был передан бывший особняк купцов Винокуровых в центре города, ранее занимаемый сберкассой.

## Экспозиция
Экспозиция отражает историю Киржачского края через важнейшие события и жизнь знаменитых местных жителей.
Экспозиция «Чтобы свеча не погасла. История Свято-Благовещенского монастыря» повествует об основании города и его истории со времён Сергия Радонежского, Благовещенском монастыре и храмах Киржачской земли.
Экспозиция «Киржач — город купеческий» посвящена местным торговцам и предпринимателям, среди них рода Соловьёвых, Арсентьевых, Пичугиных, Думновых, Смирновых и др., их шёлковым и медно-латунным предприятиям, их благотворительной деятельности, строительству школ и больниц, а также церквей. В экспозиции представлены торговые марки фабрик Соловьёвых, отчёты Киржачского общества трезвости, предметы купеческой мебели, самовары, граммофон, швейная машинка «Зингер», кузнецовский фарфор и др.
Экспозиция «Киржач — малая Родина С. М. Прокудина-Горского, пионера цветной фотографии», посвящена знаменитому дворянскому роду Прокудиных-Горских (их родовое имение находилось в деревне Фуникова Гора в Киржачском районе) и яркому представителю рода — Сергею Михайловичуе Прокудину-Горскому (1863—1944), благодаря которому в цветных фотографиях сохранились исторические моменты Российской жизни (представлены его фотографии, книги, открытки, альбомы).
Экспозиция «Крестьянский быт» рассказывает о быте и культуре сельских жителей, о самобытных изделиях местных народных промыслов — аргуновская резьба, киржачские вышивки, гончарные и кованные изделия.
Герои экспозиции «Космонавты в Киржаче» — Ю. А. Гагарин, Г. С. Титов, А. А. Леонов, А. Г. Николаев и др., представлено также космическое оборудование (скафандр, шлем для высотных полётов, лётный костюм и прыжковые ботинки для парашютистов-испытателей), образцы питания космонавтов и т. д. Кроме того, здесь собраны написанные космонавтами книги, письма Анны Тимофеевны — матери Ю. Гагарина и другие личные документы.
Здание музея признано памятником архитектуры второй половины XIX в., оно в основном сохранило элементы первоначального внешнего декора: замковые камни, оформленные «сухариками» многопрофильные карнизы, пилястры-лопатки в углах здания, разделяющих первый и второй этажи пояс из крупных ширинок.
Проводятся интерактивные экскурсии и театрализованные игровые программы, мастер-классы, выставки: «Преподобный Сергий Радонежский — основатель Киржачского Свято-Благовещенского монастыря», «Перо Жар-птицы» (о шелковом поясе Владимирского края), «Ай-да мастер!» (о аргунах-мастерах), «Душа народа в предметах старины», «Чудесные лапти» (о плетении русских лаптей), «Каравай, наш каравай, легкий хлеб не выбирай» (как растили хлеб на Руси), «По мотивам русских былин» и другие, Гагаринские и Токмаковские чтения.